# Szőllősy Nina
Szőllősy Nina, Szőllősi (Kecskemét, 1843. május 29. – Balatonfüred, 1861. február 20.) színésznő, írónő.

## Életútja
Édesapja Szőllősy Mihály igazgató, színész volt, akinek társulatában már gyermekkorában fellépett. Édesanyja Tamási Júlia. Az 1850-es évek végén mint népszínműénekesnő a miskolci, veszprémi, győri és soproni közönségnek volt kedvence. Balatonfüreden gyakorta fellépett Latabár Endre társulatában. A Hölgyfutár 1857. november 16-ai száma a következőképpen jellemzi: "Szép tehetségű színésznő – ki a vígjátékokban oly kedves jelenség”. Apja drámai szerepekben szerette volna látni, azonban hangjának nem volt átütő ereje. Operettekben és népszínűvekben viszont kiválóan érvényesült alkata és tehetsége. Színpadi jutalomjátéka 1860. március 31.-én Győrött volt a Cserny György (Mátray–Róthkrepf G.–Balog I.) c. drámában. 
A költészet terén is szép haladást tett. 
Meghalt 1861. február 20-án, Balatonfüreden tüdővészben. Eltemették február 22-én Arács községben. Sírkövén ez az emlékvers van megörökítve: "A szív önnön tüzében hamvad el, Ha szenvedélye égő lángra gyúlt, így lángolál a színművészetért, S kiégett benned fényes csillagunk. Nemes tüzed a sír felé sodort, A por lehullt, a lélek égbe szállt, A színművészet tisztelői itt Könnyezve mondanak áldást reád." (Pap Gábor, a későbbi református püspök írta.)
Beszélyei a Játékszíni Emlényben (1860. M.-Óvár, Eltűnt remény), a Győri Közlönyben (1860. 19-26. sz. Egy fejér rózsa története); hátrahagyott költeményei közül többet közölt a Hölgyfutár (1861-62) és több vidéki lap. Munkáit (költemények, novellák, naplótöredékek) arcképével Ozoray Árpád szándékozott kiadni és 1861-ben előfizetést is hirdetett reá.
Arcképe: kőnyomat (A Szőllősy-nővérek) megjelent a Hölgyfutár 1861. november 16-ai számának mellékleteként.

## Működési adatai
1848: Csabay Pál; 1852–57: Szőllősy Mihály, Szuper Károly; 1858–59: Latabár Endre; 1859: Csabay Pál; 1859–60: Hidassy Elek; 1860: Hidassy Elek.